# Geitonoplesiaceae
Geitonoplesiaceae is een botanische naam, voor een familie van eenzaadlobbige planten. Een familie onder deze naam wordt zelden erkend door systemen van plantentaxonomie, maar wel door de versie uit 1980 van het Dahlgrensysteem, alsook door het Revealsysteem. Bij APG worden de betreffende planten ingedeeld in de Hemerocallidaceae.